# 622
622 (DCXXII) je bilo navadno leto, ki se je po julijanskem koledarju začelo na petek.

## Dogodki
- 9. september - hidžra preroka Mohameda iz Meke
- 16. julij - Začetek islamskega štetja